# Army of Darkness
Army of Darkness, även känd under namnet Evil Dead III är en amerikansk film från 1992.

## Handling
Ash (Bruce Campbell) har åkt tillbaka i tiden, närmare bestämt till medeltiden, där han blir tillfångatagen av lord Arthur (Marcus Gilbert), som tror att han är en av Henry den rödes (Richard Grove) män. Efter att ha slaktat en demon blir han emellertid frisläppt och hyllad som "hjälten som ska befria landet från de döda". Ash, som inte har någon tanke på att bli hjälte, beger sig ut för att leta rätt på Necronomicon, boken som ska innehålla trollformeln han behöver för att ta sig hem.

## Om filmen
Army of Darkness regisserades av Sam Raimi. Filmen är den avslutande delen i Evil Dead-trilogin.

## Rollista (urval)
- Bruce Campbell - Ash
- Embeth Davidtz - Sheila
- Marcus Gilbert - lord Arthur
- Ian Abercrombie - Vis man
- Richard Grove - hertig Henry den röde
- Timothy Patrick Quill - smed
- Michael Earl Reid - Gold Tooth
- Bridget Fonda - Linda